# Біла гвардія (роман)
«Біла гвардія» (рос. Белая гвардия) — перший роман російського письменника Михайла Булгакова. Вперше опублікований частково 1925 року; повна публікація — 1927 року. В творі описується життєва драма родини Турбіних, киян з російської інтелігенції, під час падіння гетьманату Скоропадського та захоплення Києва військами Директорії. Базується на особистому досвіді письменника, який був учасником київських подій та прихильником білого руху.
У романі та його екранізаціях присутні елементи українофобії

## Сюжет
Дія роману розгортається в 1918 році, коли з Міста йдуть німці, які окупували Україну, і їх захоплюють війська Петлюри.
Герої — Олексій Турбін (28 років), Олена Турбіна-Тальберг (24 роки) і Миколка (17 років) — залучені в круговерть військових і політичних подій. Місто (в якому легко впізнається Київ) окуповане німецькою армією. Після підписання Берестейського миру воно не потрапляє під владу більшовиків і стає притулком безлічі російських інтелігентів і військових, які тікають з РРФСР. У місті створюються офіцерські бойові організації під покровительством гетьмана Скоропадського — союзника німців, недавніх ворогів. На Місто наступає армія Петлюри. На час подій роману укладено Комп'єнське перемир'я і німці готуються залишити Місто. Фактично, від Петлюри його обороняють лише добровольці. Розуміючи складність свого становища, вони заспокоюють себе чутками про наближення французьких військ, які нібито висадилися в Одесі (відповідно до умов перемир'я вони мали право зайняти окуповані території Росії до Вісли на заході). Жителі міста — Олексій (фронтовик, військовий лікар) і Миколка Турбіни йдуть добровольцями в загони захисників міста, а Олена оберігає будинок, який стає притулком офіцерів російської армії. Оскільки обороняти Місто власними силами неможливо, командування і адміністрація гетьмана кидають його напризволяще і йдуть разом з німцями (сам гетьман при цьому маскується під пораненого німецького офіцера). Добровольці — російські офіцери і юнкери безуспішно обороняють Місто без командування проти переважаючих сил противника (автор створив блискучий героїчний образ полковника Най-Турса). Частина командирів, розуміючи безглуздість опору, розпускають своїх бійців по домівках, інші діяльно організують опір і гинуть разом з підлеглими. Петлюра займає Місто, влаштовує пишний парад, але через кілька місяців змушений здати його більшовикам.
Головний герой — Олексій Турбін — вірний обов'язку, намагається приєднатися до своєї частини (не знаючи, що вона розпущена), вступає в бій з петлюрівцями, отримує поранення і волею випадку знаходить кохання жінки, яка рятує його від переслідування ворогів.
Соціальний катаклізм оголює характери — хтось біжить, хтось віддає перевагу смерті в бою. Народ загалом приймає нову владу (Петлюру) і після її приходу демонструє ворожість до «білих» офіцерів.

## Персонажі
- Олексій Васильович Турбін — лікар, 28 років.
- Олена Турбіна-Тальберг (24 роки)
- Миколка — унтер-офіцер Першої піхотної дружини, брат Олексія і Олени, 17 років.
- Віктор Вікторович Мишлаєвський — поручик, друг родини Турбіних, однокласник Олексія по Олександрівській гімназії.
- Леонід Юрійович Шервінський — колишній поручик лейб-гвардії уланського полку, ад'ютант у штабі генерала Белорукова, друг родини Турбіних, однокласник Олексія по Олександрівській гімназії, давній шанувальник Олени.
- Федір Миколайович Степанов — поручник, артилерист, друг родини Турбіних, однокласник Олексія по Олександрівській гімназії.
- Сергій Іванович Тальберг — капітан Генерального штабу гетьмана Скоропадського, чоловік Олени, конформіст.
- отець Олександр — священик церкви Миколи Доброго.
- Василь Іванович Лисович (Василина) — його прообразом став власник будинку Турбіних Василь Павлович Листовничий
- Козир-Лешко — військовий, прототипом якого є отаман Олесь Козир-Зірка.

## Автобіографічні елементи

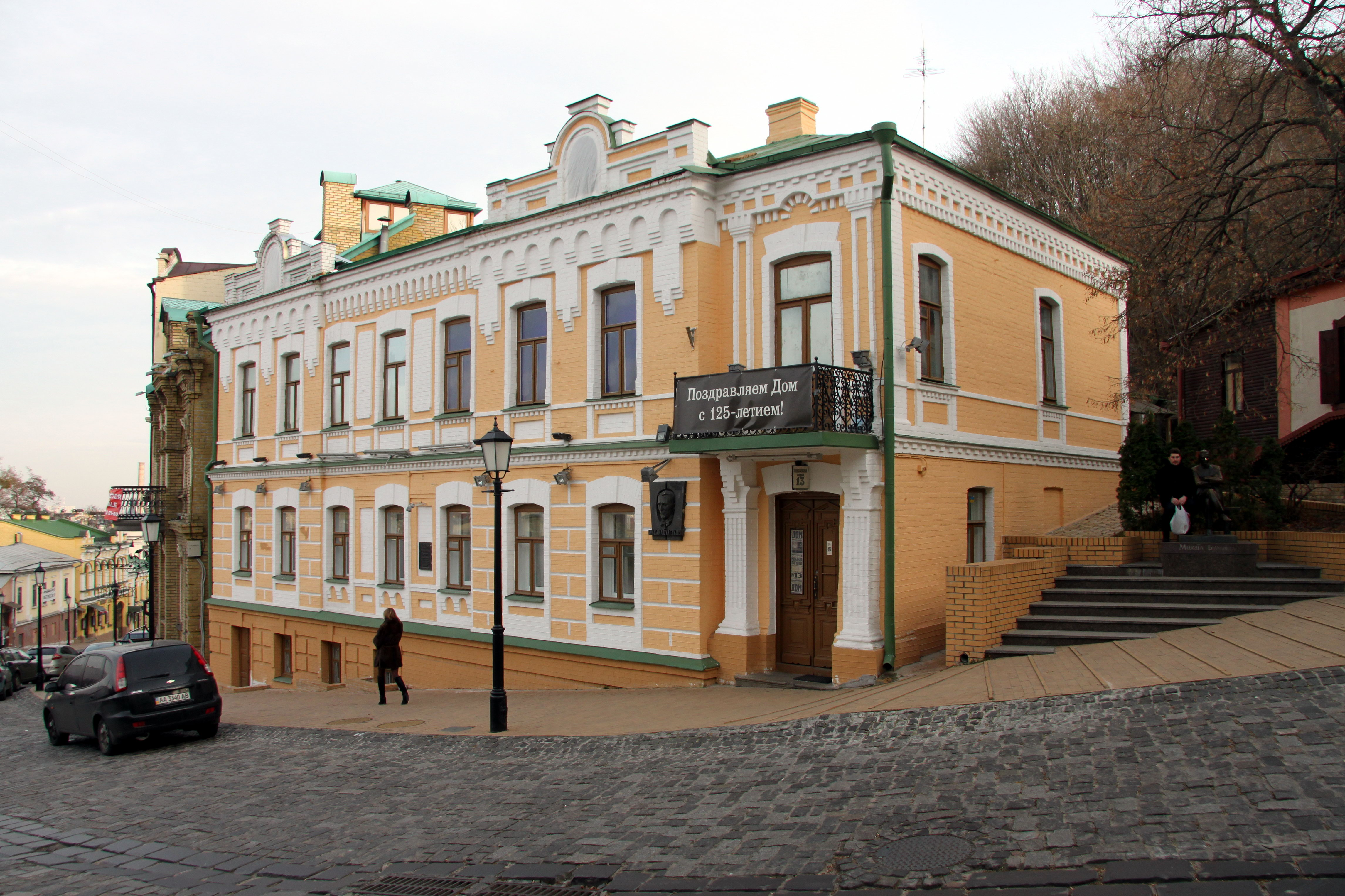
В цьому будинку на Андріївському узвозі Києва жила родина Булгакових. Він став прообразом будинку Турбіних.

Роман містить багато автобіографічних елементів. Прообразом молодшого з братів Турбіних є молодший брат Булгакова. Місто, в якому відбувається дія, нагадує Київ (події, зокрема, розвиваються в Святошині (нині — Святошинський район Києва), на Печерську (Печерський район), згадуються вулиці Хрещатик, Малопідвальна, Прорізна і Володимирська, що знаходяться в центрі Києва), а будинок Турбіних за описом повністю відповідає будинку сім'ї Булгакових на Андріївському узвозі сім'я зняла сім кімнат другого поверху на Андріївському узвозі, № 13. (нині це Літературно-меморіальний музей Михайла Булгакова).

## Історичні події 1918—1919рр. очима Булгакова в романі
Попри свої імперські, проросійські погляди та ненависть до української революції, Булгаков, як справжній митець, змушений був показати у романі прихильність народу до своєї української влади та спрагу до незалежності. От як Булгаков описує, наприклад, військовий парад 19 грудня 1918 р., на честь здобуття Києва військами Директорії:
|  | В синіх жупанах, в смушкових, хвацько заламаних шапках з синіми верхами йшли галичани. Два двоколірних прапори, нахилені між оголеними шашками, пливли слідом за густим трубним оркестром, а за прапорами, мірно давлячи кришталевий сніг, по-молодецькому гриміли ряди, одягнені в добротне, хоч німецьке сукно... Йшли курені гайдамаків, піших, курінь за куренем, і, високо танцюючи в просвітах батальйонів, їхали в сідлах браві полкові, курінні та ротні командири. Молодецькі марші, переможні, ревучі, вили золотом у кольоровій річці. За пішим строєм, полегшеною риссю, дрібно стрибаючи в сідлах, покотили кінні полки. Сліпуче різонули очі захопленого народу м'яті, заломлені папахи з синіми, зеленими і червоними шликами з золотими китицями. Піки стрибали, як голки, надіті петлями на праві руки. Бунчуки весело гриміли та металися серед кінного строю, і рвалися вперед від трубного виття коні командирів і трубачів... Плескаючи простріленим жовто-блакитним прапором, трясучи гармонікою, проїхав полк чорного, гостровусого, на величезному коні, полковника Козиря–Лешка... За Козирем прийшов лихий, ніким не битий чорноморський кінний курінь імені гетьмана Мазепи. Ім'я славного гетьмана, який ледь не згубив імператора Петра під Полтавою, золотистими літерами блищало на блакитному шовку. Народ хмарою обмивав сірі і жовті стіни будинків, народ випирав і ліз на тумби, хлопчаки дерлися на ліхтарі і сиділи на перекладках, стирчали на дахах, свистали, кричали: ура... ура... - Слава! Слава! - кричали з тротуарів... - Ото казали банди... Ось тобі і банди. Ура! - Слава! Слава Петлюрі! Слава нашому Батькові! |

## Історія публікації роману
Перша публікація — в журналі «Росія», 1925 рік, № 4,5 — перші 13 розділів. № 6 не вийшов, оскільки журнал припинив своє існування. Повністю роман опублікований 1927 (перший том) — 1929 (другий том: заново виправлені автором 12-20 розділи) року видавництвом Concorde у Парижі. Вдова письменника, О. С. Булгакова, використовуючи текст журналу «Росія», невидані коректури третьої частини і паризьке видання, підготувала роман для видання, яке вийшло 1966 року.
У 1989 роман вперше опубліковано в текстологічно вивіреній редакції (у виданні: Булгаков М. А. Избранные произведения: В 2-х т. — К. : Днипро, 1989). Готуючи це видання роману М.Булгакова, київський текстолог Лідія Яновська у співпраці з редактором видавництва «Дніпро» Юлією Мороз вперше відновила авторські українізми в тексті твору (в попередніх публікаціях з вини редакторів подавалися в перекрученому вигляді).
Після закінчення Громадянської війни Булгаков опублікував художній нарис «Київ-місто», присвячений долі його рідного міста.

## Театральні постановки
- 2004 — Московський художній театр ім. А. П. Чехова, режисер Сергій Женовач
- Театр імені Моссовета, режисер Павло Хомський

## Екранізації
- 1970 — «Біг» — художній фільм режисерів Олександра Алова і Володимира Наумова, знятий за мотивами творів Булгакова «Біг», «Біла гвардія» та «Чорне море»;
- 1976 — «Дні Турбіних» — художній фільм режисера Володимира Басова;
- 2011 — «Біла гвардія» — восьмисерійний фільм режисера Сергія Снєжкіна.

Фільм «Біла гвардія» виявився ще більше українофобним ніж сам твір Булгакова «Біла гвардія», оскільки в ньому є українофобні епізоди, яких нема у цьому творі Булгакова.

## Переклади українською
- Михаїл Булгаков. Майстер і Марґарита . Переклад з російської: Микола Білорус; передмова: Н. П. Євстаф'єва; художник: Б. П. Бублик, С. І. Правдюк. Харків: Фоліо, 2005. 415 с. ISBN 966-03-2965-2 (Бібліотека світової літератури)
  - (перевидання) Михаїл Булгаков Майстер і Марґарита. Переклад з російської: Микола Білорус; передмова і примітки: Н. П. Євстаф'єва. Інститут літератури імені Т. Г. Шевченка НАН України. Харків: Фоліо, 2006. 416 с. ISBN 966-03-3336-6 (Бібліотека світової літератури)
  - (перевидання) Михаїл Булгаков Майстер і Марґарита. Переклад з російської: Микола Білорус. Харків: Фоліо, 2017. 416 с. ISBN 978-966-03-7773-8 (Шкільна бібліотека української та світової літератури)
  - (перевидання) Михаїл Булгаков Майстер і Марґарита. Переклад з російської: Микола Білорус. Харків: Фоліо, 2017. 416 с. ISBN 978-966-03-7772-1 (Бібліотека світової літератури)
- Михаїл Булгаков. Майстер і Маргарита. На українську переклав, упроводом та коментарями спорядив Юрій Некрутенко. Львів: Кальварія, 2006. — 432 с. — ISBN 966-663-198-9
  - (перевидання) Михаїл Булгаков. Майстер і Маргарита. Роман українською в правописі 1928 року та Екзегеза — кодекс фактографічних коментарів з ілюстраціями. Юрій Некрутенко. — Київ: видавництво Агенції MSBrand Corporation, 2008. 528 сторінок. ISBN 978-966-663-256-5. (Літературно-наукове видання)
- Михаїл Булгаков. Собаче серце . Переклад з російської: Світлана Андрющенко. Київ: Форс (ЕКСМО Україна), 2017. 128 стор. ISBN 978-617-7347-49-0 (Серія «Читака»)
- Михайло Булгаков. Був травень (укр.)
- Михайло Булгаков. Єгипетська мумія (укр.)
- Михайло Булгаков. Київ-місто (укр.)
- Михайло Булгаков. Походеньки Чичикова (укр.)
- Михайло Булгаков. Псалом (укр.)
- Михайло Булгаков. Прийдешні перспективи (укр.)
- Михайло Булгаков. Свято з сифілісом (укр.)
- Михайло Булгаков. У кав'ярні (укр.)

## Виноски
1. ↑   М. А. Булгаков. "И судимы были мертвые". М, 1994, стр. 229-230. (рос.)
2. ↑  Булгаков М. Избранная проза. — М.: ІХЛ, 1966.
3. ↑  Яновская Л. Записки о Михаиле Булгакове. — М. : Текст, 2007. — С. 334.
4. ↑  Денис Самигін. Чому в Україні заборонили «Білу гвардію»
5. ↑  Ігор Сюндюков. Українофобія замість мистецтва. Навіщо знадобилося тенденційно препарувати знаменитий роман Михайла Булгакова?. Архів оригіналу за 7 січня 2024. Процитовано 7 січня 2024.